# سیس-۳-هگزنال
سیس-۳-هگزنال (به انگلیسی: Cis-3-Hexenal) با فرمول شیمیایی C6H10O یک ترکیب شیمیایی است. که جرم مولی آن ۹۸٫۱۴ گرم بر مول می‌باشد. 